# مونچیرو
مونچیرو (به ایتالیایی: Monchiero) یک کومونه در ایتالیا است که در استان کونیو واقع شده‌است.

## خصوصیات
مونچیرو ۵٫۰ کیلومترمربع مساحت و ۵۶۰ نفر جمعیت دارد.